# Fan van
MTV Fan Van fue un programa de concurso realizado por MTV Latinoamérica donde cinco fanáticos de cierta banda o artista, compiten para que al final se elimine a los falsos fanáticos a conocer cara a cara con su artista o banda favorito.

## Temática

### 1.ª Temporada (2008)
Cada episodio del programa tiene 4 estaciones: El Starting Point (Punto de Inicio en inglés) donde se realiza la primera prueba y se elimina a uno de los concursantes, el resto se suben a la Van y en ella se transportan al Checkpoint 1 donde hay otra prueba y se elimina a otro concursante; luego, la Van transporta a los tres concursantes restantes al Checkpoint 2
donde otro concursante es eliminado por prueba, finalmente los dos concursantes restantes son transportados por la van al Ending Point (Punto final en inglés) donde un concursante obtiene el Pase Fan Van, tras ganar la última prueba y se va a conocer con el artista que se trata durante el episodio.
Al final del episodio se muestra cuando el fanático se conoce con el artista y lo que conversan entre sí.

### 2.ª Temporada (2009)
Esta vez el juego es por equipos. En el "Starting Point" los 10 concursantes deberán de sacar un huevo de adentro de una pecera con algún animal (ratas, serpientes, arañas, sapos, etc)y dentro del mismo habrá una ficha con un color que será el equipo (Magenta o Gris). Dos fichas tendrán el color Blanco y esos participantes jugaran el primer juego de eliminación del programa. El participante que gana ese juego elige su grupo y arbitrariamente elimina a un concursante del programa.
Se suben a la van y se pasa al "Check Point 1" donde jugaran solo un participante de cada equipo. El q pierda el juego queda eliminado y quien gana debe eliminar a un participante de su equipo. Se suben a las van y en el "Chek Point 2" corre la misma mecánica.
Ahora quedan dos participantes en cada equipo que deberán competir en grupo en el "Ending Pint" para eliminar al grupo contrario. El grupo que gana pasa a la final.
En la instancia final "Duelo Inmoral" los participantes concursan uno contra el otro para ganar el "Pase Fan Van 2.0"

## Listado de episodios
A continuación se describen los episodios que han sido transmitidos hasta la actualidad por MTV Latinoamérica:

### 1.ª Temporada (2008)

#### Mötley Crüe
El primer episodio donde los fanes compiten por conocer a la banda de Glam Metal Mötley Crüe.
Los participantes fueron:
| Nombre                 | Edad    | Signo     | Ocupación   |
| ---------------------- | ------- | --------- | ----------- |
| Iván Sayús             | 17 Años | Leo       | Músico      |
| Rodrigo Bugallo        | 24 Años | Sagitario | Músico      |
| Rocío Espada           | 20 Años | Piscis    | Sin Definir |
| Juan Fermín Mujica     | 18 Años | Leo       | Sin Definir |
| Alejandro Trigo        | 22 Años | Cáncer    | Músico      |
| Ignacio Rodríguez Vale | 20 Años | Piscis    | Sepultor    |

El fanático ganador fue Iván Sayús, quien conoció a Motley Crue.

#### Simple Plan
Fue el segundo episodio, donde se compitió para conocer a la banda canadiense de Pop Punk Simple Plan.
Los concursantes fueron:
| Nombre                         | Edad    | Signo  | Ocupación                         |
| ------------------------------ | ------- | ------ | --------------------------------- |
| Flor Alejandra Barajas Suárez  | 23 Años | Aries  | Actriz y Cantante                 |
| Sarai Tovar                    | 22 Años | Libra  | Estudiante                        |
| Joanna Gabriela Guerra Ledón   | 20 Años | Cáncer | Estudiante de Derecho y Filosofía |
| Maria Alejandra Bautista López | 17 Años | Aries  | Estudiante                        |

La ganadora fue Maria Alejandra quien conoció a Simple Plan.

#### The Hives
Fue el tercer episodio
Los concursantes fueron:
| Nombre                 | Edad    | Estado Civil | Ocupación                                 |
| ---------------------- | ------- | ------------ | ----------------------------------------- |
| Leandro Cardama        | 21 AÑOS | Soltero      | Actor y Estudiante                        |
| Carla Magnol           | 17 AÑOS | Soltera      | Estudiante                                |
| Magdalena Calandra     | 17 AÑOS | Soltera      | Estudiante de Astrología y Entes cósmicos |
| Paula Mera             | 21 AÑOS | Soltera      | Estudiante                                |
| Rose Marie Baerh Neira | 18 AÑOS | Soltera      | Estudiante                                |

El fanático ganador fue Leandro Cardama, quien conoció a The Hives.

#### Paramore
Fue el cuarto episodio
Los concursantes fueron:
| Nombre                | Edad    | Estado Civil | Ocupación  |
| --------------------- | ------- | ------------ | ---------- |
| Maria Ximena Fleitas  | 19 Años | Soltera      | Estudiante |
| Ayelen Angelico       | 16 Años | Soltera      | Estudiante |
| Gustavo Pedrozo       | 15 Años | Soltero      | Estudiante |
| Macarena Cacciatores  | 18 Años | Soltera      | Estudiante |
| Fernanda Rocio Miguel | 16 Años | Soltera      | Estudiante |

La fanática ganadora fue Fernanda Rocio Miguel, quien conoció a Paramore.

#### Los Fabulosos Cadillacs
Fue el quinto episodio
Los concursantes fueron:
| Nombre                    | Edad    | Estado Civil | Ocupación  |
| ------------------------- | ------- | ------------ | ---------- |
| JAVIER MURATORE           | 24 AÑOS | En pareja    | Estudiante |
| PAMELA HOSMAN             | 25 AÑOS | Soltera      | Estudiante |
| MARIA LAURA GANDARA       | 26 Años | Soltera      | Estudiante |
| LILA MONSERRAT ROMO MORAN | 21 Años | Soltera      | Estudiante |
| SANTIAGO DAVICO           | 20 Años | Soltero      | Estudiante |

Y el ganador fue Javier Muratone

#### Tokio Hotel
Fue el sexto episodio
Los concursantes fueron:
| Nombre                      | Edad    | Estado Civil | Ocupación      |
| --------------------------- | ------- | ------------ | -------------- |
| Martha Segrestre Morales    | 16 AÑOS | En pareja    | Aries          |
| Kenia Ávila Santiago        | 16 AÑOS | Soltera      | Virgo          |
| Giselle Garrido Alvarado    | 16 Años | Cancer       | Estudia Alemán |
| Ana Irene Espinosa Martínez | 22 Años | Géminis      | Estudiante     |
| Diana Morales Morales       | 18 Años | Tauro        | Estudiante     |

La fanática ganadora fue Giselle Garrido Alvarado, quien conoció a Tokio Hotel.

#### Juanes
Fue el séptimo episodio
Los concursantes fueron:
| Nombre          | Edad    | Estado Civil | Signo Zodiacal | Ocupación                     |
| --------------- | ------- | ------------ | -------------- | ----------------------------- |
| Laura Gonzales  | 17 Años | En pareja    | Géminis        |                               |
| Natalia Herrera | 18 Años | Soltero      | Escorpio       | ESTUDIA INGENIERIA INDUSTRIAL |
| Camilo Muñoz    | 17 Años | Soltero      | Escorpio       | ESTUDIA CIENCIAS POLÍTICAS    |
| Paula Aguilar   | 22 Años | Soltero      | Géminis        | NEGOCIOS INTERNACIONALES      |
| Melissa Benítez | 21 Años | Soltero      | Tauro          | NEGOCIOS INTERNACIONALES      |

#### Metallica
El último episodio del ciclo, donde el ganador conoció a Metallica.
Los participantes fueron:
| Nombre                      | Edad    | Signo    | Ocupación                          |
| --------------------------- | ------- | -------- | ---------------------------------- |
| Santiago Suinaga Saiz       | 24 Años | Piscis   | Estudia Administración de empresas |
| Alberto Ruiz Ibarguengoitia | 24 Años | Escorpio | Lic. en música contemporánea       |
| Jorge Luis García Gutiérrez | 19 Años |          | Produce Eventos                    |
| Jorge Eduardo Arvizu        | 24 Años | Virgo    | Músico                             |
| Daniel Beker                | 21 Años | Leo      | Sin Definir                        |

Quien ganó y conoció a Metallica fue Santiago.

### 2.ª Temporada (2009)

#### Jonas Brothers
El primer episodio salió al aire el domingo 6 de septiembre en Mtvlatinoamerica Sur y el martes 8 en Centro y Norte donde los fanes compiten por conocer al trío de los hermanos Jonas. Jonas Brothers.
Los participantes fueron: